# Abano Terme
Pour les articles homonymes, voir Abano.
Abano Terme (prononciation Àbano) est une commune de la province de Padoue, dans la région Vénétie, en Italie.

## Géographie
Abano Terme se trouve au pied des collines euganéennes, dans une zone volcanique, aujourd’hui inactive, à 10 km au sud-ouest de Padoue.

## Histoire
Abano Terme est connue depuis l’époque romaine et la présence de ruines dans la zone confirme l’importance que le lieu devait avoir à cette époque. Certains archéologues pensent que c'est l'ancienne Aqua aponi ou Patavinae Aquae des Romains.
On fait remonter l’origine du nom à Aponus, le dieu des eaux thermales. Claudien et Cassiodore mentionnent en ce lieu (fons Aponi) un Géryon à caractère oraculaire.

## Monuments
La ville comporte deux centres : le centre historique et le centre touristique.
Dans le centre historique, il y a le Duomo de San Lorenzo avec un campanile construit à deux époques différentes : la base en briques naturelles est de 900 et la partie supérieure de 1200.
Dans la partie touristique se trouve la Pinacoteca al Montirone dans laquelle, bien que la collection ne soit pas présentée en entier, on peut voir la Collection Bassi Rathgeb, avec des œuvres d’artistes du XVIIIe siècle vénitien, dont l'Autoportrait en Saint Jacques mendiant de Giacomo Ceruti.
Juste à l’extérieur d’Abano se trouve le monastère de San Daniele.

## Personnalités nées à Abano Terme
- Pietro d’Abano, physicien, philosophe et astrologue du XIIIe siècle.
- Tite-Live (Padoue revendique également le lieu de naissance de Tite-Live).

## Économie
La principale activité provient du tourisme thermal. Les eaux d’Abano sont connues depuis l’Antiquité.
L’eau jaillit à une température d’environ 90°. Elle est bromo-iodée, contient du chlore et du sodium. Elle vient des Alpes et a un parcours souterrain de 100 km environ avant d'arriver à la source qui se trouve près du  Poggio di Montirone. Les eaux sont très utilisées contre les affections rhumatismales.

## Culture
- Des expositions temporaires sont régulièrement organisées par la Galerie municipale d'art contemporain d'Abano Terme.

## Administration
| Période                                  | Période  | Identité        | Étiquette     | Qualité |
| ---------------------------------------- | -------- | --------------- | ------------- | ------- |
| 14 juin 2006                             | En cours | Andrea Bronzato | Centro-Destra |         |
| Les données manquantes sont à compléter. |          |                 |               |         |

### Hameaux
Feriole, Giarre, Monterosso, Monteortone.

### Communes limitrophes
Albignasego, Due Carrare, Maserà di Padova, Montegrotto Terme, Padoue, Selvazzano Dentro, Teolo, Torreglia.